# Asynapteron contrarium
Asynapteron contrarium är en skalbaggsart som beskrevs av Martins 1971. Asynapteron contrarium ingår i släktet Asynapteron och familjen långhorningar. Inga underarter finns listade.